# ソールズベリー駅
ソールズベリー駅 (英語:Salisbury Interchange)はオーストラリア・南オーストラリア州アデレード北部のソールズベリー市にある、アデレード・メトロゴーラー線の鉄道駅である。アデレード駅からは20.2キロメートル (12.6 mi)離れている。

## 歴史
ソールズベリー駅はゴーラー線の、アデレード駅・スミスフィールド駅間の開通にともなって1857年6月に開業した。1860年にゴーラー線は銅山開拓のためにゴーラー駅・カプンダ駅まで開通し、1870年までにはブーラ (南オーストラリア州)が開業した。
ソールズベリー駅はかつてアデレード市内からトランス・オーストラリアン急行 (現在のトランス・オーストラリアン鉄道)といった州を跨ぐ長距離鉄道線へ乗るための乗換駅として使われていた。現在運行されている州間高速鉄道はソールズベリー駅には停車せず通過するため 、ソールズベリー駅には地方路線のゴーラー線のみ停車することとなる。

## 駅周辺
ソールズベリー駅周辺は商業施設 (ショッピングセンター)やエンジョイマウンテンが存在する。またオーストラリアの専門学校であるTAFE南オーストラリア大学のソールズベリーキャンパスが存在する。

## 行き先
| プラットフォーム | 行き先                                 | 注釈                                            |
| ---------------- | -------------------------------------- | ----------------------------------------------- |
| 1                | ゴーラー駅/ゴーラー中央駅              | ピーク時と平日のみの運用                        |
| 2                | アデレード駅/ゴーラー駅/ゴーラー中央駅 | 休日とピーク時以外のみの運用 (ゴーラー駅方面は) |

## バス路線

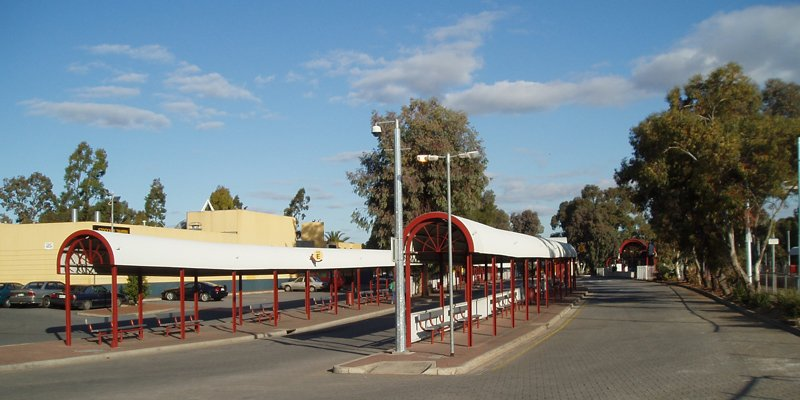
ソールズベリー駅前のバス停留所

以下のアデレード・メトロの14路線のバスがソールズベリー駅を通る。
- 224/224F/224X: エリザベス駅-アデレード市街[4]
- 225/225M/225F/225M ソールズベリー駅-パラヴィスタ (para vista)-モーソンレイクス駅-ゲップクロス (gepps cross)-アデレード市街
- 400/400A: ソールズベリー駅-北ソールズベリー（英語版）[5]
- 401: ソールズベリー駅-パラロウィー（英語版）[6]
- 403: ソールズベリー駅-北ソールズベリー[7]
- 404/404P: ソールズベリー駅-パラロウィー-アンチクロックスワイズループ (anti-clockswise loop)[8]
- 405: ソールズベリー駅-パラロウィークロックワイズループ (Paralowie clockwise loop)[9]
- 411/411U/411B: ソールズベリー駅-モーソンレイクス駅[10]
- 415/415H/415V: ソールズベリー駅-グリーンウィズ（英語版）[11]
- 421: ソールズベリー駅-RAAF・ベース・エディンバラ（英語版）[12]
- 430: ソールズベリー駅-エリザベス駅[13]
- 500: ソールズベリー駅-アデレード市街[14]
- 502/502X ソールズベリー駅-イングルファーム-パラダイス・クレミジグ駅-アデレード市街ingle farm/paradise and klemzig station
- 560/560A/560B/560P: ソールズベリー駅-ウェストフィールド・ティーツリープラザ（英語版）[15]
- 900: ソールズベリー駅-エリザベス駅[16]